# アウィツォトル
アウィツォトル（Ahuitzotl、? - 1502年）は、メシカの都市国家テノチティトランの第8代トラトアニ（統治者）であり、アステカ帝国の君主（在位1486年-1502年）。
弱体化していたアステカの軍事力はアウィツォトルのもとで再び強大になり、その影響は今のグアテマラに近いチアパスにまで及んだ。

## 生涯

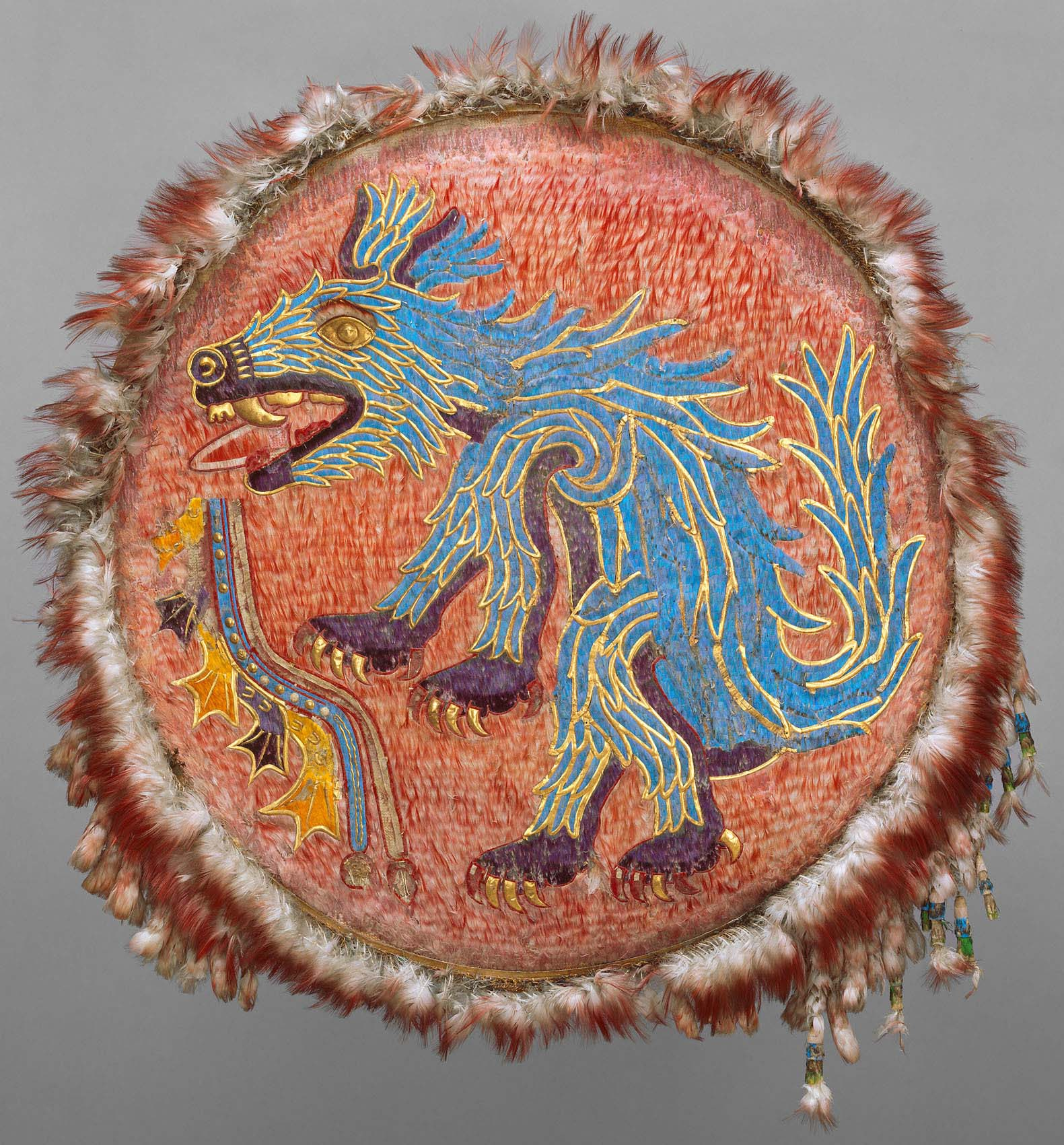
アウィツォトルの楯。ウィーン世界民族博物館蔵

アステカの拡大。黄色がアウィツォトルによる征服地

「アウィツォトル」という名前は「水(ātl)の、とげ(huitztli)のある者」を意味し、神話上の動物 (Ahuizotl (mythology)) を指す。アステカ文字では哺乳類の一種が描かれる。
第6代のアシャヤカトル、第7代のティソクとは同母兄弟である。生年は不明だが、ティソクより若いことが知られる。兄のティソクの死にともなって即位した。
伝承によれば、ティソクのときにアステカの軍事力が後退し、かつて征服された諸地域が独立しようとしていた。この難局を乗りきるために人々はシワコアトル（宰相）として長い経験のあるトラカエレルにトラトアニの位につくように願ったが、老年のトラカエレルはこれを拒絶し、かわりに若いアウィツォトルをトラトアニに即位させ、彼に王としての教育をほどこそうとした。しかしアウィツォトルは経験が浅いにもかかわらず最初の戦いで勝利を収めたという。
アウィツォトルの時代に再びアステカは強力な軍事国家として発展し、かつての征服地を再征服したほか、太平洋岸のゲレーロやメキシコ湾岸のベラクルスにも遠征した。特筆されるのははるか東のチアパスのソコヌスコ海岸への遠征である。ソコヌスコはカカオ、宝石、鳥の羽根の産地として経済的に重要だった。西のタラスカ王国の攻撃に対しては、いくつかの村に砦を築いて防衛した。
アウィツォトルの時代にテンプロ・マヨールは大いに拡張され、捧げられる犠牲の数もかつてない規模になった。ディエゴ・ドゥランは80,400人もの捕虜を生贄にしたと伝えるが、これは物理的に不可能である。
テノチティトランの発達によって水の需要が高まり、アウィツォトルは1500年前後に湖の南岸のコヨアカン附近から新たな水道を引いたが、工事は失敗して洪水災害が発生した。いくつかの年代記によると、アウィツォトルは災害を防ごうとして頭を強く打ち、それがもとで死亡したという。
2006年にテンプロ・マヨールの近くでトラルテクトリを刻んだ大きな石板が発見された。アウィツォトルの没年である1502年に対応する10のウサギの年が記されており、アウィツォトルの墓の可能性が高いと考えられている。今までアステカ皇帝の墓が発見されたことはないため、これが正しいとすれば大変貴重な発見になる。
アウィツォトルの子にはテノチティトラン最後のトラトアニであるクアウテモクがある。